# Mark Hamill

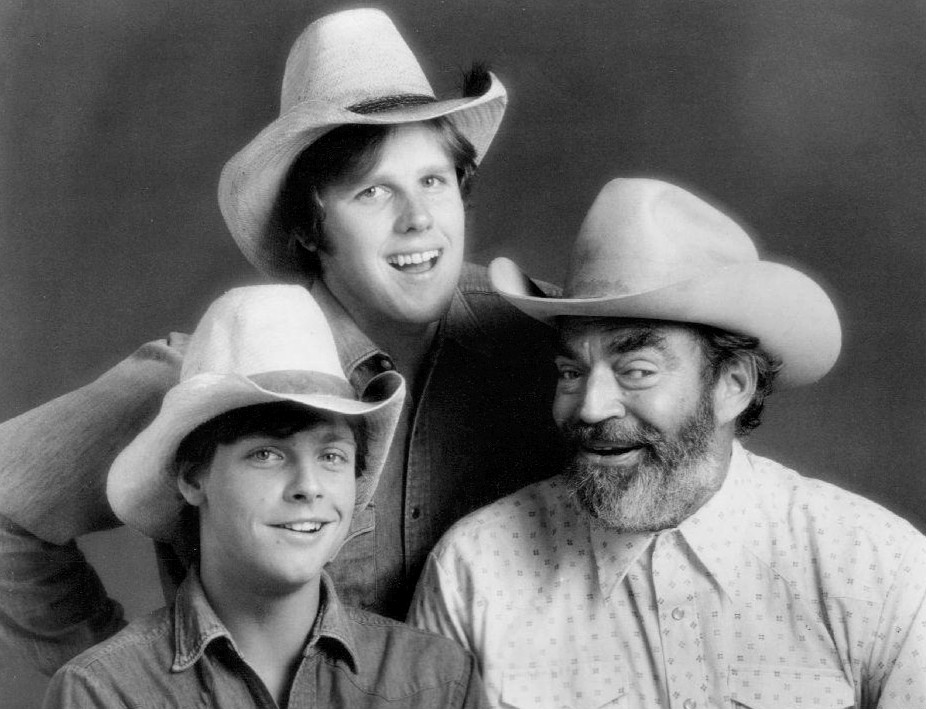
Cast van Texas Wheelers met Mark Hamill links (1974)

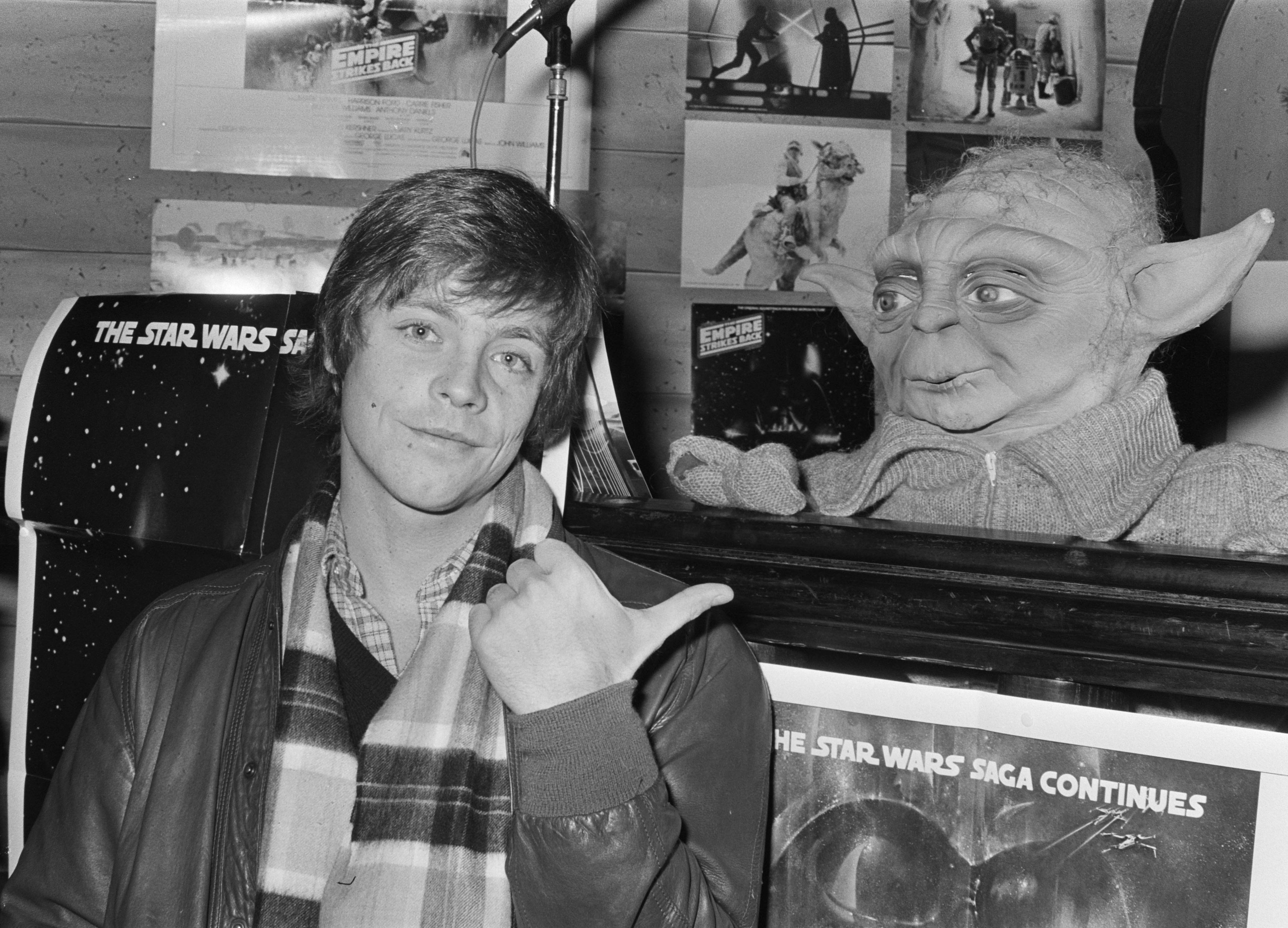
Mark Hamill (1980)

Mark Richard Hamill (Oakland (Californië), 25 september 1951) is een Amerikaans acteur die vooral bekend is van zijn rol als Luke Skywalker in de Star Wars saga, namelijk Star Wars: Episode IV: A New Hope, Star Wars: Episode V: The Empire Strikes Back, Star Wars: Episode VI: Return of the Jedi, Star Wars: Episode VII: The Force Awakens , Star Wars: Episode VIII: The Last Jedi, Star Wars: Episode IX: The Rise of Skywalker,The Mandalorian en The Book of Boba Fett
Hiernaast is hij de stemacteur van The Joker uit de DC Animated Universe (onder andere in Batman: The Animated Series, Justice League en Batman: The Killing Joke) De rol van de Joker herhaalde hij ook weer in de pc-, Xbox 360- en PlayStation 3-videospellen Batman: Arkham Asylum, Batman: Arkham City, Batman: Arkham Knight en LEGO DC Super-Villains. Hij deed ook de stem van Vuurheer Ozai in Avatar: De Legende van Aang.
Hamill maakte zijn filmdebuut in de film Eric, maar werd vanaf Star Wars (zijn eerste grote film) pas echt bekend. Eind 2015 kroop Hamill na 32 jaar terug in de huid van Luke Skywalker voor een korte verschijning in Star Wars: Episode VII: The Force Awakens. In december 2017 speelde Hamill een grotere rol in Star Wars: Episode VIII: The Last Jedi. Ook keerde hij terug als Luke Skywalker voor Star Wars: Episode IX: The Rise of Skywalker in december 2019. In Aflevering 8 van seizoen 2 van de televisieseries The Mandalorian en The Book of Boba Fett verscheen Hamill weer als de Jedi Luke Skywalker.
Op 8 maart 2018 kreeg Hamill een ster op de Hollywood Walk of Fame.

## Biografie
Mark Hamill werd op 25 september 1951 geboren in Oakland, Californië. Hij was de vierde van zeven kinderen van William en Suzanne Hamill. Zijn vader was kapitein bij de United States Navy, waardoor het gezin vaak van woonplaats moest veranderen. Hamill groeide daardoor op in Californië, Virginia, New York en Japan. Lager onderwijs volgde hij onder meer aan de Walsingham Academy en Poe Middle School (Virginia). Op zijn elfde verhuisde het gezin naar San Diego.
Tijdens zijn eerste schooljaar in San Diego verhuisde het gezin terug naar Virginia. Gedurende de periode dat zijn vader in Japan gestationeerd was (vanaf zijn derde schooljaar), bezocht hij een middelbare school in Yokosuka, waar hij lid was van de toneelclub. Hierna volgde hij nog les aan een school in Annandale in Virginia om vervolgens in Los Angeles aan het Los Angeles City College af te studeren in theaterwetenschap. In 1978 trouwde hij met een mondhygiëniste, met wie hij drie kinderen kreeg.

### Carrière
Zijn professionele acteerdebuut had hij in 1971 in de Bill Cosby Show. Hij speelde een terugkerende rol in de soapserie General Hospital en was ook te zien in The Texas Wheelers, de eerste sitcom zonder lachband. In 1977 haalde Robert Englund, met wie hij een flat deelde, hem ertoe over auditie te doen voor de rol van Han Solo. Hamill kreeg uiteindelijk de rol van Luke Skywalker.
Na Star Wars concentreerde hij zich meer op theater en verscheen hij in diverse Broadway-producties, zoals The Elephant Man en Amadeus. In 1989 keerde hij weer terug naar het witte doek en ging hij ook weer in televisieseries optreden. Toen Walt Disney Studios eind 2015 het verhaal van de Star Wars reeks verder zette met Star Wars: Episode VII: The Force Awakens, keerde Mark Hamill na 32 jaar terug naar zijn rol van Luke Skywalker.

## Filmografie
- Avatar (stem van Vuurheer Ozai)
- The Big Red One
- Batman: Arkham Asylum (stem van de Joker)
- Batman: Arkham City (stem van Joker)
- Batman: Arkham Knight (stem van Joker)
- Batman: The Animated Series (stem van de Joker)
- Batman: The Killing Joke (stem van de Joker)
- Brittania Hospital
- Black Magic Woman
- Body Bags
- Child's Play (stem van Chucky)
- Circumstancial Evidence
- The City
- Corvette Summer
- The Dark Crystal: Age of Resistance (stem van The Scientist/skekTak)
- Eric
- Earth Angel
- Flash II-Revenge Of The Trickster
- The Guyver
- Hamilton
- Jay and Silent Bob Strike Back
- Lazerhawk
- LEGO DC Super Villains (stem van Joker)
- LEGO Dimensions (stem van Evil Guy)
- The Life of Chuck
- Midnight Ride
- The Night The Lights Went Out In Georgia
- Picture Perfect
- The Raffle
- Regular Show (stem van Skips)
- Sarah T.
- Star Wars: Episode IV: A New Hope (Luke Skywalker)
- Star Wars: Episode V: The Empire Strikes Back (Luke Skywalker)
- Star Wars: Episode VI: Return of the Jedi (Luke Skywalker)
- Star Wars: Episode VII: The Force Awakens (Luke Skywalker)
- Star Wars: Episode VIII: The Last Jedi (Luke Skywalker & stem van Dobbu Scay)
- Star Wars: Episode IX: The Rise Of Skywalker (Luke Skywalker & stem van Boolio)
- Star Wars: The Clone Wars (stem van Darth Bane)
- The Flash (James Jesse - The Trickster)
- The Mandalorian (Luke Skywalker & stem van EV-9D9)
- The Book of Boba Fett (Luke Skywalker)
- The Star Wars Holiday Special (Luke Skywalker)
- Star Wars Forces of Destiny (stem van Luke Skywalker)
- Slip Stream
- Silk Degrees
- Spider-man: The Animated series (stem van The Hobgoblin)
- Time Runner
- Village Of The Damned
- Watchers Reborn
- When Time Expires
- Walking Across Egypt
- Super Robot Monkey Team Hyperforce Go! (2005) (stem van Skeleton King)
- Kingsman: The Secret Service
- Phantom 2040 (stem van Doctor Jak)
- The Wild Robot (stem van Thorn)

- Biblioteca Nacional de España: XX1424551
- Bibliothèque nationale de France: cb139965255 (data)
- CiNii: DA13235222
- Gemeinsame Normdatei: 141857617
- International Standard Name Identifier: 0000 0001 2130 5629
- Library of Congress Control Number: n81044990
- MusicBrainz: 29c2b930-b3da-481b-96d0-d50b583831ad
- Nationale Bibliotheek van Tsjechië: xx0151335
- Nationale Bibliotheek van Israël: 987007324751305171
- Nationale Bibliotheek van Polen: a0000001768595
- Nederlandse Thesaurus van Auteursnamen: 071067787
- SNAC: w6v69rp4
- Système universitaire de documentation: 09824521X
- Virtual International Authority File: 44495036
- WorldCat: E39PBJjxpXMrm9PD3rBqkBqbBP